# Sköldmyrfångarspindel
Sköldmyrfångarspindel (Euryopis laeta) är en spindelart som först beskrevs av Westring 1861.  Sköldmyrfångarspindel ingår i släktet Euryopis och familjen klotspindlar. Enligt den finländska rödlistan är arten sårbar i Finland. Enligt den svenska rödlistan är arten nära hotad i Sverige. Arten förekommer i Götaland, Gotland och Öland. Artens livsmiljö är jordbrukslandskap. Inga underarter finns listade i Catalogue of Life.